# Enneapterygius elaine
Enneapterygius elaine är en fiskart som beskrevs av Holleman 2005. Enneapterygius elaine ingår i släktet Enneapterygius och familjen Tripterygiidae. Inga underarter finns listade i Catalogue of Life.